# 廖涓琄
廖涓琄（1952年6月1日—），藝名司馬玉嬌，舊本名廖枝葉，生於台灣新北市，歌仔戲小旦、女演員與主持人。

## 生平
廖涓琄父親曾為郵差，失業後成為歌仔戲班管事，在戲班解散後移居台北縣三重市。
廖涓琄小時候家境不好，父母在歌仔戲班工作時，她隨歌仔戲班巡迴演出，她寄住伯父家，11歲時曾遭堂哥性侵。在國小畢業後，開始出社會工作，曾在紡織工廠與糖廠打零工。
廖涓琄14歲時，在長輩蔡秋霖推薦下，演出國語電影《八美圖》擔任女主角，導演幫她取了「司馬玉嬌」為藝名，由於外型清麗出眾，少年時代即走紅而連續拍攝了《劍俠》、《貍貓換太子》、《十八銅女》、《金木水火土》、《媽祖顯聖》等電影。在接演歌仔戲電影《鄭元和與李亞仙》、《陳三五娘》後，被楊麗花簽下，加入台灣電視公司楊麗花歌仔戲團，演齣多部電視歌仔戲。並參演多檔台視高收視率八點檔連續劇如《滿庭芳》、《天地良心》、《鐵血楊家將》、《威震四海》等。1991年，在國家戲劇院演出歌仔戲《呂布與貂蟬》。1988年加入台視《天天開心》（含週六《開心舞台》、週日《金舞台》）主持群，一直主持到1998年。
廖涓琄在與其夫離婚後，獨力養育兒子，參與工地秀、歌廳秀、廟會活動等以獲得收入，在台中大歌廳演出，也接演民間全民電視公司《台灣奇案》等類戲劇。

## 演出作品

### 電影歌仔戲
- 《鄭元和與李亞仙》
- 《陳三五娘》

### 電視歌仔戲
- 楊麗花歌仔戲
  - 《蓮花鐵三郎》
  - 《薛平貴》
  - 《朱洪武與劉伯溫》
  - 《薛丁山》
  - 《萬花樓》
  - 《虎膽義魄》
  - 《洛神》
  - 《花月正春風》
  - 《韓信》
  - 《狂花飄雲夢》
  - 《朱洪武》
  - 《鐵漢柔情》
  - 《皇上難為》
  - 《王文英與竹蘆馬》
  - 《王伯東告御狀》
  - 《新狄青》
  - 《巡按與大盜》
  - 《順治與康熙》

### 電視劇
- 台視
  - 《滿庭芳》
  - 《聖劍千秋》
  - 《女嬌龍》
  - 周三劇場《金針》
  - 台視劇場《我最愛陽光》飾葉琳芝
  - 《龍虎鳳》飾狄天鳳
  - 《鐵血楊家將》
  - 《南台群英》
  - 《威震四海》
  - 《天地良心》
  - 《女狀元》
  - 《紅顏女與狀元郎》飾王巧玉
  - 《開心街》
  - 《布袋和尚》
  - 《鴛鴦奇情夢》
  - 台灣第一劇場《放生》
  - 《四月望雨》
- 華視
  - 《西螺七劍》飾吳蘭英

- 中視
  - 《北極玄天大帝》
  - 《一樣米養百樣人》
- 民視
  - 《台灣奇案》
  - 《真命天子》

### 舞台歌仔戲
- 楊麗花歌仔戲
  - 《孟麗君》
  - 《呂布與貂蟬》

### 主持
- 天天開心
- 開心舞台
- 金舞台

## 家庭
1981年結婚，婚後生有2子。因其夫外遇，曾二度結婚後離婚。